# عریان پشت میله‌های زندان
عریان پشت میله‌های زندان (انگلیسی: Bare Behind Bars) یک فیلم درام شهوانی به کارگردانی اُسوالدو دِ اُلیویرا است که در سال ۱۹۸۰ منتشر شد.
داستان فیلم دربارهٔ چند زن زندانی همجنسگراست که توسط رئیس زندان بی‌رحم و شهوت‌ران مورد تعرض و سوءاستفاده واقع می‌شوند.
در آن زمان، نمایش این فیلم توسط هیئت رده‌بندی سنی فیلم‌های بریتانیا در این کشور ممنوع شد و سرانجام پخش‌کننده فیلم توانست آن را در سال ۱۹۹۴ در بریتانیا منتشر کند.